# Tephritis angulatofasciata
Tephritis angulatofasciata
 es una especie de insecto díptero del género Tephritis, familia Tephritidae. Josef Aloizievitsch Portschinsky lo describió en 1891.
Se encuentra en Irán.